# Junix elumbis
Junix elumbis Rácenis, 1968 è una specie di libellula della famiglia Coenagrionidae, endemica del Venezuela. È l'unica specie del genere Junix.
I suoi habitat naturali sono le foreste umide tropicali o subtropicali e i fiumi.